# Віковий велетенський екземпляр тополі чорної
Віковий велетенський екземпляр тополі чорної — ботанічна пам'ятка природи, заповідана у грудні 1999 року (рішення Київської міської ради від 02.12.99 за № 147/649), знаходиться у Дніпровському районі м. Києва в Гідропарку на Венеційському острові біля каплиці.

## Опис
Віковий велетенський екземпляр тополі чорної — величний екземпляр аборигенного дерева дніпровської заплави — тополі чорної, або осокору віком близько 120 років. Висота дерева — 20 м, а обхват стовбура — 5,5 м. Це одна з найбільших та найстаріших тополь у Києві.

## Галерея

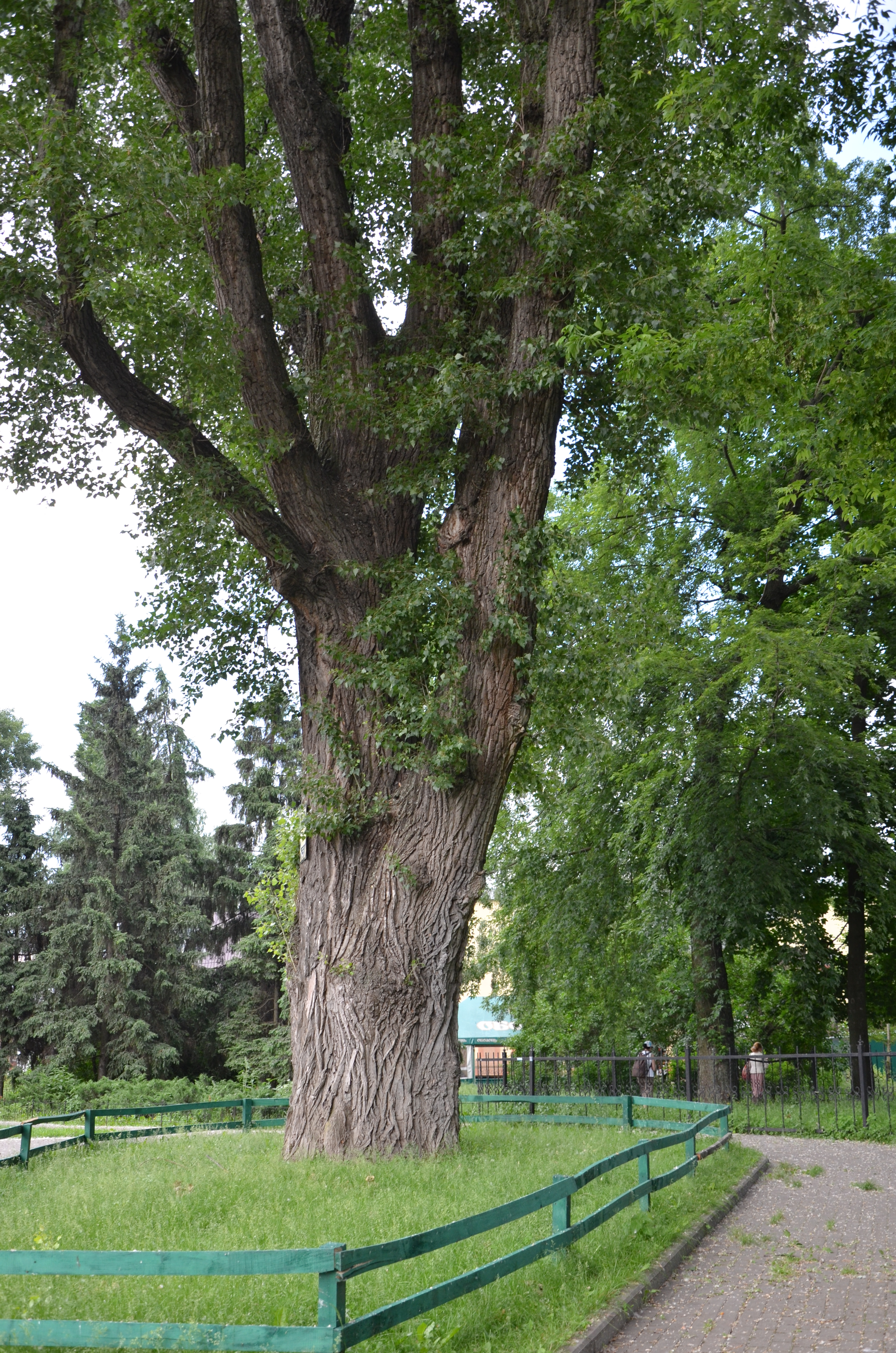
Віковий велетенський екземпляр тополі чорної. 29 травня 2014 року
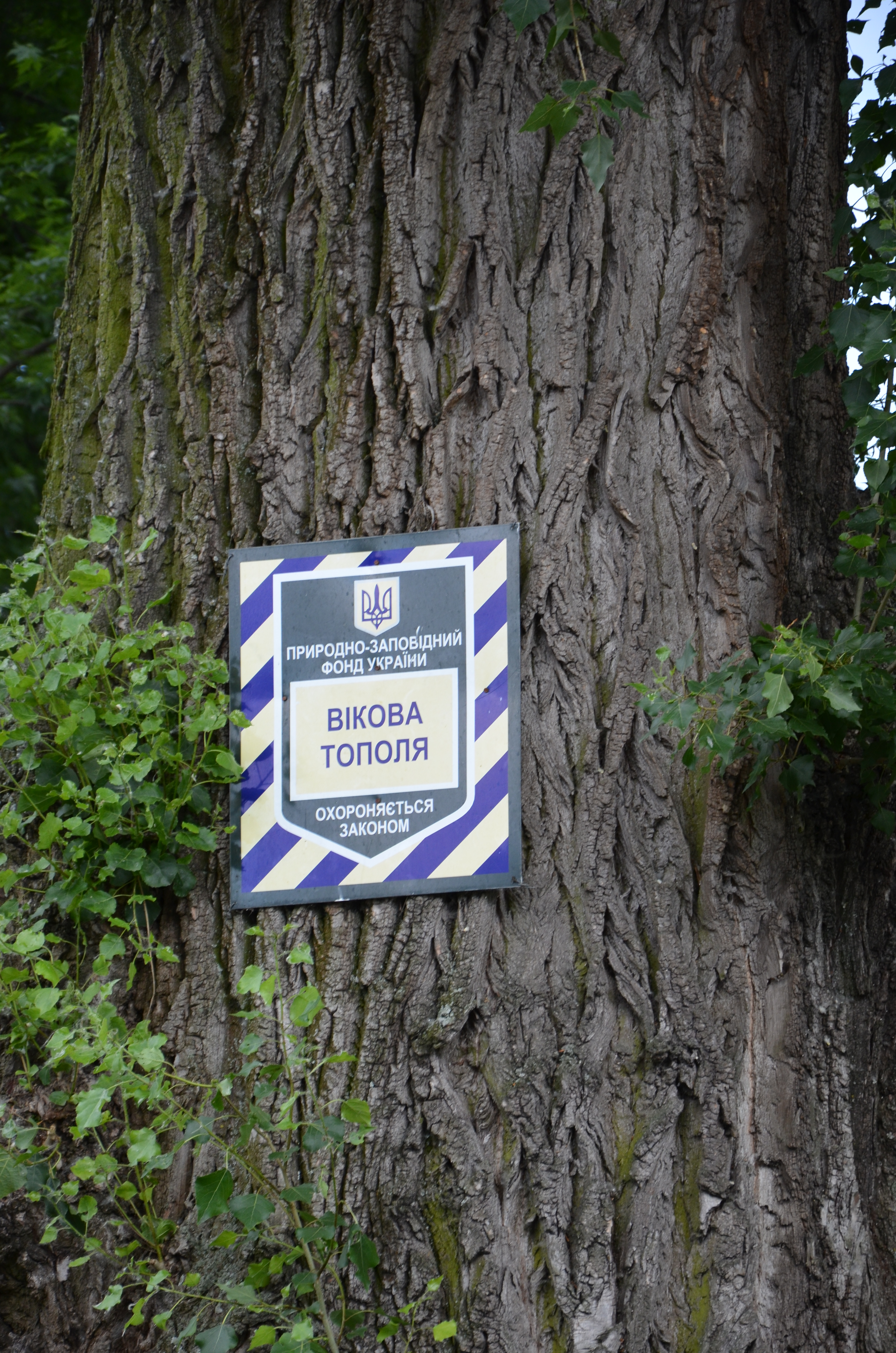
Охоронний знак
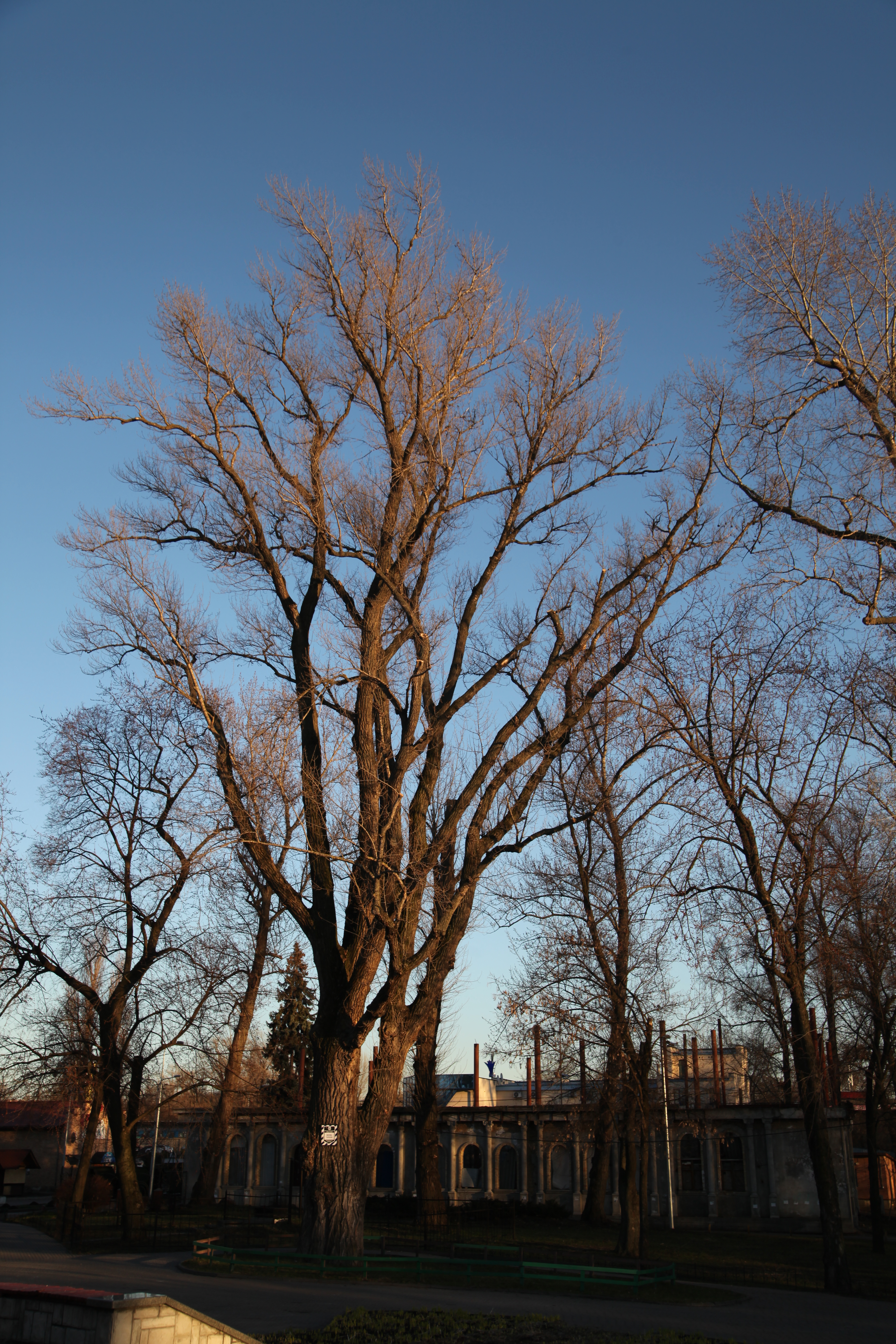
Віковий велетенський екземпляр тополі чорної. 28 березня 2019 року
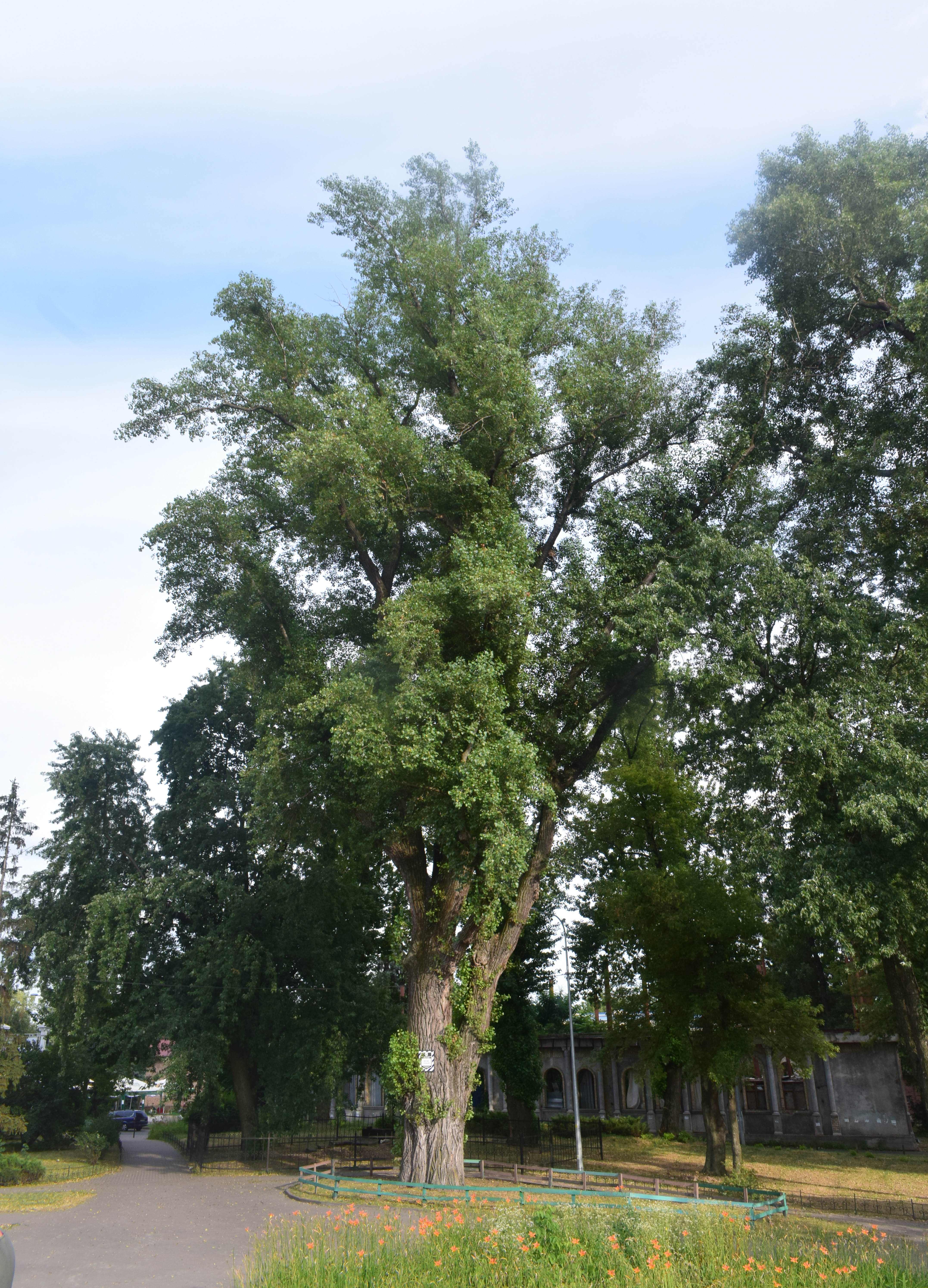
Віковий велетенський екземпляр тополі чорної. 16 липня 2020 року